# ورخنه‌آرمتوو
ورخنه‌آرمتوو (انگلیسی: Verkhnearmetovo) یک شهرک در شهرستان ایشیمبایسکی استان باشقیرستان کشور روسیه است.